# Stephanie Jacobs
Stephanie Jacobs (* 21. Februar 1963 in Unna) ist eine deutsche Buchwissenschaftlerin und Ausstellungskuratorin. Sie ist seit 2007 Direktorin des Deutschen Buch- und Schriftmuseums (DBSM) der Deutschen Nationalbibliothek in Leipzig.

## Leben
Stephanie Jacobs wurde mit einer Arbeit über die deutsche und die französische Buchillustration des 19. Jahrhunderts promoviert. Gefördert durch Stipendien forschte sie an der Bibliothèque nationale de France in Paris, der Herzog-August-Bibliothek Wolfenbüttel und am Mellon Center der Yale University in New Haven, Connecticut. Nach der Promotion war Jacobs am Institut für Auslandsbeziehungen sowie am Haus der Geschichte der Bundesrepublik Deutschland in Bonn tätig.
Seit 2007 ist Jacobs Direktorin des Deutschen Buch- und Schriftmuseums der Deutschen Nationalbibliothek in Leipzig. Anlässlich des 125-jährigen Bestehens der Einrichtung 2009 formulierte sie in einer „mitreißenden Rede“, dass die Sammlungen des DBSM „Wunderkammer und Zukunftswerkstatt zugleich“ seien und weiter, nur erschlossene und vernetzte Bestände seien sinnvoll nutzbare Bestände. In ihren ersten drei Jahren am Museum verantwortete Jacobs den Umzug aller Bestände sowie die neue Dauerausstellung, 2013 wurde das Museum mit dem Antiquaria-Preis ausgezeichnet. Unter der Leitung von Stephanie Jacobs wurden die Bestände des Museums kontinuierlich erweitert, zuletzt um Pop-Up-Bücher aus dem 15. bis 21. Jahrhundert (Sammlung Hans Hartung) sowie um die Sammlung von Underground- und Independent-Comics aus dem Nachlass von Armin Abmeier.
Jacobs ist Mitglied der Association of European Printing Museums, des Internationalen Arbeitskreises Druck- und Mediengeschichte, der Jury des Gutenberg-Preises der Städte Leipzig und Mainz, der Historischen Kommission des Börsenvereins Frankfurt, des Herausgeberbeirats für das Archiv für Geschichte des Buchwesens, daneben im Vorstand der Maximiliangesellschaft und Mitglied im Verwaltungsrat der Museumsstiftung für Post- und Telekommunikation.

## Veröffentlichungen (Auswahl)
- zusammen mit Thomas Rütten: Democritus ridens – ein weinender Philosoph? Zur Tradition des Democritus melancholicus in der Bildenden Kunst. In: Wolfenbütteler Beiträge, Bd. 11 (1998), S. 73–143.
- Auf der Suche nach einer neuen Kunst: Konzepte der Moderne im 19. Jahrhundert; Runge/Goethe – Grandville/Delord – Schwind/Mörike – Manet/Mallarmé. Verlag und Datenbank für Geisteswissenschaften, Weimar 2000, ISBN 3-89739-149-X (Zugl.: Berlin, Freie Univ., Diss., 1998) (online).
- zusammen mit Stefan Paul: „Am 22. Oktober 1966 beginnt der Dritte Weltkrieg:“ der Regierungsbunker bei Marienthal an der Ahr als Denkmal des Kalten Krieges. In: Bunker: Kriegsort, Zuflucht, Erinnerungsraum. Campus-Verlag, Frankfurt am Main [u. a.] 2008, ISBN 3-593-38603-8, S. 89–102.
- (Hrsg.): Zeichen – Bücher – Wissensnetze: 125 Jahre Deutsches Buch- und Schriftmuseum der Deutschen Nationalbibliothek. Wallstein, Göttingen 2009, ISBN 978-3-8353-0583-0.
- Ein ehrwürdiges Haus der Bücher – neu aufgestellt: das Deutsche Buch- und Schriftmuseum der Deutschen Nationalbibliothek wird 125 Jahre alt und erhält in Leipzig ein neues Domizil. In: BIS – Das Magazin der Bibliotheken in Sachsen, Bd. 2 (2009), Heft 2, S. 101–103. urn:nbn:de:bsz:14-ds-1243948237000-93490.
- Aufbruch! Abschied vom Alten – Neugier aufs Neue. In: Dialog mit Bibliotheken, Bd. 21 (2009), Heft 1, S. 40–42.
- In neuem Gewand: das Deutsche Buch- und Schriftmuseum der Deutschen Nationalbibliothek wird 125 Jahre alt und erhält in Leipzig ein neues Domizil. In: Zeitschrift für Bibliothekswesen und Bibliographie, ZfBB, Bd. 56 (2009), Heft 6, S. 373–379.
- Das Buch – museal: das Deutsche Buch- und Schriftmuseum der Deutschen Nationalbibliothek. In: Buchwissenschaft in Deutschland: ein Handbuch. Bd. 2: Fachkommunikation, Lehre, Institutionen und Gesellschaften. de Gruyter Saur, Berlin 2010, S. 997–1016.
- (Hrsg.) zusammen mit Ernst Fischer: Die Welt in Leipzig: Bugra 1914; Internationale Ausstellung für Buchgewerbe und Graphik 1914. Maximilian-Gesellschaft, Hamburg 2014 (Veröffentlichung der Maximilian-Gesellschaft für die Jahre ... ; [2014]), ISBN 3-921743-63-X.
- Zeichen – Bücher – Netze. Von der Keilschrift zum Binärcode: Das Deutsch Buch- und Schriftmuseum im Erweiterungsbau der Deutschen Nationalbibliothek in Leipzig. In: Gutenberg-Jahrbuch, Bd. 89 (2014), S. 13–30.
- (Hrsg.) zusammen mit Helena Doudova und Patrick Rössler: Bildfabriken. Infografik 1920–1945. Fritz Kahn, Otto Neurath et al. Spector Books. Leipzig 2017, ISBN 978-3-95905-166-8.
- (Hrsg.) zusammen mit Nicola von Velsen und Neil Holt: Papier: Material, Medium und Faszination. Prestel, München u. a. 2018, ISBN 978-3-7913-8305-7.
- „Spuren“: Museale Narrative zur jüdischen Buchgeschichte der Zwischenkriegszeit in Deutschland. In: Naharaim: Zeitschrift für deutsch-jüdische Literatur und Kulturgeschichte. Bd. 12 (2018), Heft 1/2, S. 77–99. doi:10.1515/naha-2018-0005.
- zusammen mit Patrick Rössler: Jan Tschichold – ein Jahrhunderttypograf? Blicke in den Nachlass. Wallstein, Göttingen 2019, ISBN 978-3-8353-3470-0.
- zusammen mit Christine Haug (Hrsg.): Zwischen Zeilen und Zeiten. Buchhandel und Verlage 1825–2025: Eine andere Geschichte des Börsenvereins. Wallstein, Göttingen 2025, ISBN 978-3-8353-5847-8.